# Гнатышин, Иван Михайлович
Иван Михайлович Гнатышин (20 января 1907 года, Вашковцы, герцогства Буковина Австро-Венгерской монархии — 2 мая 1967 года, Оттава, Онтарио, Канада) — канадский юрист украинского происхождения, активный деятель украинской общины в Канаде. Отец Рамона (Романа) Гнатышина — 24-го генерал-губернатора Канады. Сенатор от Прогрессивно-консервативной партии.

## Биография
Родился в герцогстве Буковина Австро-Венгерской монархии, но в двухлетнем возрасте — в 1909 году, — вместе с родителями, Михаилом и Анной Гнатышинами, переехали в Канаду. Окончил среднюю школу, поступил на философский факультет Саскачеванского университета, в 1930 году получил степень бакалавра, а в 1932 году — там же магистратуру на юридическом факультете, получив диплом бакалавра права. Некоторое время учительствовал.
Начиная с 1932 года занимался юридической практикой в Саскатуне, впоследствии возглавлял местное общество адвокатов. В 1935, 1940 и 1945 годах баллотировался на выборах в Палату общин от избирательного округа Йорктон, однако ни разу не был избран. Кроме того, участвовал как кандидат в выборах 1952 года к законодательной ассамблее Саскачевана, на которых опять же проиграл.
В 1957 году получил звание «королевский советник». Через два года, 15 января 1959 назначен по представлению Джона Дифенбейкера на должность сенатора от Саскатунского округа (второй среди украинцев). Член Прогрессивно-консервативной партии Канады, был заместителем председателя этой партии в провинции Саскачеван. В составе парламентской делегации посетил СССР и УССР. Его сын Р. Гнатышин — 24-й генерал-губернатор Канады.

## Личная жизнь
В 1931 году женился на Хелене Питтс, с которой вырастили четырёх детей: Романа, Виктора, Давида и Элизабет.